# City Vereinigung Zürich
Die City Vereinigung Zürich ist der Dachverband der Zürcher Innenstadt und vereinigt über 1'350 Betriebe, an welchen über 60'000 Arbeitsplätze hängen. Die Vereinigung setzt sich für eine attraktive und für alle zugängliche Zürcher Innenstadt ein. Ein besonderer Fokus der Vereinigung galt in der Vergangenheit dem Detailhandel, wobei sich die City Vereinigung in jüngster Vergangenheit eher als generelle Fürsprecherin einer attraktiven Stadt Zürich versteht. Zu ihren Mitgliedern zählen die traditionellen Zürcher Strassenvereinigungen, die grössten Schweizer Detailhändler, verschiedene Stadtzürcher Warenhäuser und Einkaufszentren sowie einige der wichtigsten Unternehmen der Stadt Zürich. Eine Konstante in der Geschichte der City Vereinigung stellen ihr steter Einsatz für die Liberalisierung der Ladenöffnungszeiten und gegen den radikalen Abbau von Parkmöglichkeiten in der Stadt Zürich dar. Die City Vereinigung vertritt eine gewerbe- und wirtschaftsfreundliche Politik, wobei sie auf einen konsensorientierten Austausch zu anderen Verbänden und zur Stadtverwaltung setzt.

## Geschichte

### Entstehung
In den 1960er und frühen 1970er Jahren erlebte die Stadt Zürich eine Zeit des Umbruchs. Die Einwohnerzahlen sanken drastisch, während die Arbeitsplätze zurückgingen, insbesondere durch die Auswirkungen der Ölkrise Anfang der 70er Jahre. Gleichzeitig entstanden in der dicht besiedelten Agglomeration riesige Einkaufszentren, die mit ihren Millionen-Werbebudgets und Tausenden von Gratisparkplätzen Kunden anzogen. Diese Entwicklungen stellten die Zukunft der Zürcher Innenstadt als Handels- und Wirtschaftszentrum in Frage. Am 20. Mai 1965 kam schliesslich erstmals eine Gruppe von Vertretern des Detailhandels und der Dienstleistungsbranche im Hotel Elite an der Bahnhofstrasse zusammen, initiiert durch Rechtsanwalt Dr. Richard Allemann. Die Anwesenden diskutierten die Idee, die vorhandenen Strassen- und Quartiervereinigungen sowie andere Interessenverbände zu vereinen, um gemeinsam die Interessen der Stadt gegenüber Stadt und Kanton zu vertreten.
Unter dem Arbeitstitel "City Vereinigungen Zürich" trafen sich fortan Vertreter verschiedener Organisationen zu Projektsitzungen und Gesellschafterversammlungen, um Arbeitsgrundlagen für die Stadtentwicklung zu formulieren. In der Protokollaufzeichnung der 2. Gesellschafterversammlung vom 29. Mai 1967 wurde eine visionäre Erklärung abgegeben:

„Unser Land wird sich bei dem zu erwartenden europäischen Zusammenschluss nur dann behaupten, wenn wenigstens eine Stadt unseres Landes europäisches Format aufweist. Diese Stadt kann nur Zürich sein. Unter diesen Dimensionen ist unsere praktische Arbeit in Angriff zu nehmen.“

### Gründung der City Vereinigung Zürich
Am 21. September 1967 erfolgte die Umwandlung der einfachen Gesellschaft "City Vereinigungen Zürich" in einen Verein. Die Gründungsversammlung der neuen Dachorganisation "City Vereinigung Zürich" fand im Zunfthaus zur Waag statt, an der 20 Vertreter von 12 verschiedenen Organisationen teilnahmen.
Ein 10-köpfiger Vorstand wurde nominiert, und Rechtsanwalt Dr. Richard Allemann wurde als erster geschäftsführender Präsident gewählt.
Folgende Vereinigungen, Warenhäuser und Unternehmen zählten zu den Gründungsmitgliedern:
- Vereinigung Zürcher Bahnhofstrasse
- Vereinigung Zürcher Spezialgeschäfte
- Vereinigung Limmatquai/Marktgasse
- Vereinigung Bellevue-Center
- Vereinigung Löwenstrasse
- Verband Zürcherischer Kreditinstitute
- Gewerbeverband der Stadt Zürich
- Magazine zum Globus
- Grands Magasins Jelmoli S.A.
- Oscar Weber AG
- Neue Warenhaus AG
- Lebensmittelverein Zürich

## Aktionen

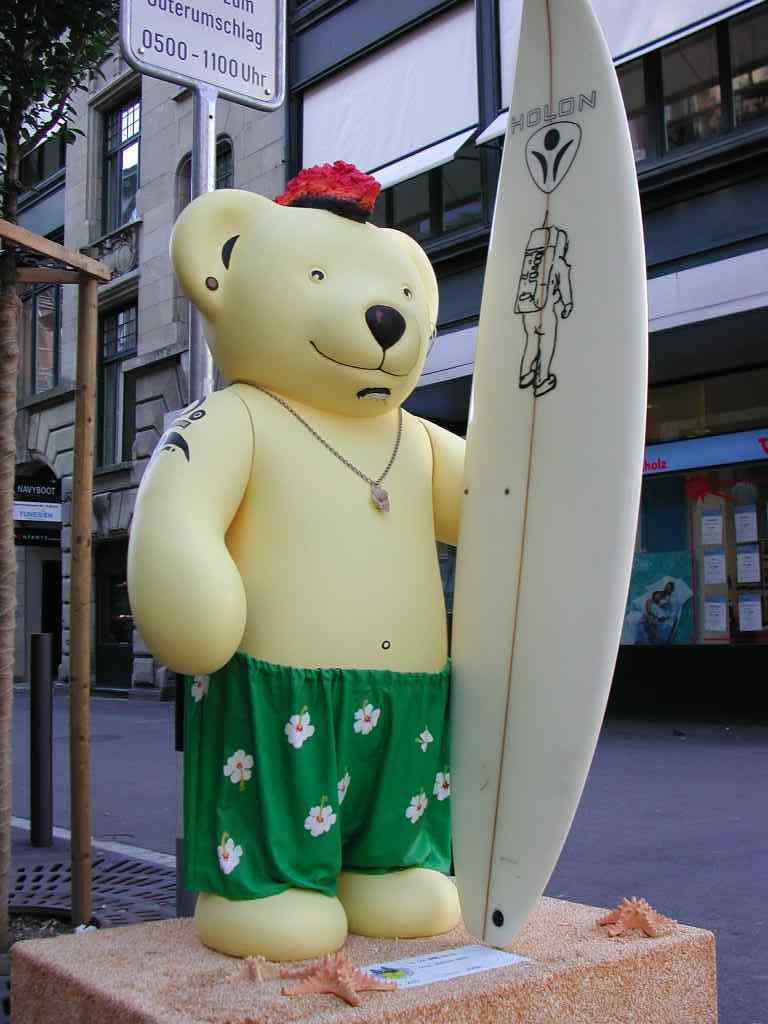
Einer der rund 500 Teddys

### Sommerfestival
Die Vereinigung initiiert immer wieder Aktionen, die die Innenstadt mit originellen Sujets verschönern sollen. Mit den künstlerisch gestalteten Plastiken sollen Touristen angelockt und der Umsatz der Geschäfte gefördert werden. Nach Löwen (1986), Kühen (1998) und Bänken (2001) wurden im Sommer 2005 über 500 Teddy-Bären in den Strassen der Stadt und an «Aussenposten» wie dem Flughafen verteilt.
Im Sommer 2009 wurden bei der Aktion Gartencity Zürich 2009 grosse, bunt bemalte Töpfe aufgestellt.
Nach einer 6-jährigen Pause fand 2015 das Sommerfestival Aufsehen! statt. Hierbei wollte die Vereinigung die Passanten dazu verführen, ihren Blick vom Boden in die Höhe schweifen zu lassen.

### Parkleitsystem
Damit auch die Stadt attraktiv für Benutzer des Individualverkehrs ist, hat die Vereinigung Aktien der PLS Parkleitsystem AG erworben, die für die Parkhäuser der Stadt verantwortlich ist. Auch die Stadt selber ist an diesem Projekt beteiligt.